# Cotton Tail
Cotton Tail ist eine Jazz-Komposition von Duke Ellington aus dem Jahr 1940, die zum Jazzstandard wurde.

## Hintergrund der Komposition
Ellingtons Komposition Cotton Tail gehörte zu der Reihe von Stücken, die der Pianist mit seinem Orchester zwischen März und Oktober 1940 für Victor einspielte, wie das Concerto for Cootie, Ko-Ko, Bojangles, Harlem Air Shaft, Warm Valley und In a Mellotone, den klassischen Stücken der „Blanton-Webster-Band“, die stark durch die Neuzugänge Jimmy Blanton, Ben Webster und Billy Strayhorn geprägt war. Duke Ellington schrieb Cotton Tail 1940 nach Beendigung einer Europa-Tour. und als Feature für seinen neuen Saxophonisten Ben Webster.

## Musikalische Analyse

Ben Webster (1943)

Cotton Tail ist ein hart swingendes Riff-Stück, das auf einer 32-taktigen Liedform AABA beruht; seine Harmonien basieren auf dem Standard I Got Rhythm, der jedoch 34 Takte hat. Bei der ersten Vorstellung des Themas verkürzt Ellington den zweiten A-Teil auf vier Takte, so dass der erste Chorus nur 28 Takte hat; in diesem verkürzten A-Teil führt er „eine neue musikalische Idee ein, die Gershwins Original reflektiert“.
Im Gegensatz zu Gershwins Melodie, die auf einer diatonischen Skala aufgebaut war, ist Ellingtons Stück komplizierter und wird „schon fast zu einem Bebop-Thema“. Es „beginnt mit einer None und enthält eine verminderte Quinte – zwei Beispiele für Ellingtons Neigung, gegen die Regeln zu verstoßen:“
„Das Stück beginnt abrupt, ohne Warnung, mit der ersten Note, die im ersten Takt erklingt, obgleich man den Bruchteil einer Baßnote hört, bevor das Stück uns entgegenspringt. Es vergeht ein Moment, bevor der Takt einsetzt, und man ist temporär versetzt. Das Thema wird acht Takte lang gespielt und wiederholt. Dann growlt [in der Ersteinspielung] Cootie Williams durch den Mittelteil. “
Ellingtons Geschick, hier mit kleinen formalen Unregelmäßigkeiten und melodisch-harmonischen Finessen „das Standardschema interessant zu gestalten“, hebt Gunther Schuller hervor, wenn er betont, dass Cotton Tail (ebenso wie Mood Indigo) für die afroamerikanische Musik einen ähnlichen Rang habe wie die Nocturnes und Balladen Frédéric Chopins für die europäische Musik des 19. Jahrhunderts.

## Erste Einspielung
Die Komposition wurde vom Ellington-Orchester erstmals am 4. Mai 1940 in Los Angeles eingespielt, zusammen mit Don't Get Around Much Anymore, dessen B-Seite Cotton Tail auf der Schallplatte (Victor 26610) war. Cotton Tail wurde dabei in einem rasanten Tempo interpretiert.
In der Ersteinspielung ist der Song geprägt durch die Riffs des Saxophonsatzes und die gewundenen Chorusse des Solisten Ben Webster. Fragmente von Gershwins Melodie tauchen in der Originalfassung besonders in Websters Solo auf. Nach der Vorstellung des Themas spielt Webster zwei „packende“ Chorusse über die Harmonien „und zeigt damit seine ganze Stärke – seinen vollen, leicht rauchigen Ton, seine Kraft, seine Vorwärtsbewegung.“ Auf Websters Solo folgt ein Chorus, der zwischen dem ganzen Blech und Soli von Harry Carney (während des B-Teils) und Ellington (letzter A-Teil) aufgeteilt ist. Nach den geschmeidigen Saxophonchorussen kommen die Blechbläser noch einmal, und das Stück endet mit der Wiederholung des Eröffnungsthemas.
Im November desselben Jahres wurde eine weitere Version des Stücks bei einem Konzert in Fargo, North Dakota mitgeschnitten.

## Rezeption
John Edward Hasse schrieb in der Biografie The Life and Genius of Duke Ellington: „Mit der Aufnahme von Cotton Tail im Mai 1940 öffnete Ellington ein Fenster in die Zukunft und nahm künftige Entwicklungen des Jazz voraus.“ Gunther Schuller meinte, „es hätte das Gesicht des Jazz verändert und sagte in vielen Richtungen voraus, wo die Zukunft d[ies]er Musik liegen würde.“ […] „Die rhythmischen Beugungen, die line der Melodie, und das insgesamt Kühne an diesem Stück zeigten weit voraus … Ellington sollte schließlich damit die Grundlage dessen legen, was schon bald als Bebop bekannt wurde.“ Die Bedeutung von Cotton Tail, so Gunther Schuller weiter, liege teilweise auch in seiner Darbietung, „Böe der Spontaneität, der Frische und Flexibilität, die die Ellington-Band niemals wieder loslassen und einen ganz neuen Weg öffnen sollte, Komposition und Improvisation zu vereinen.“
Für den Ellington Biografen Hans Ruland gibt die Ersteinspielung von Cotton Tail einen Eindruck von den Veränderung der Ellington-Band und dem neu gewonnenen Format; diese „neue Dimension“ käme in Cotton Tail deutlich zum Tragen:
„Ben Webster scheint hier förmlich zu fliegen, und man kann dieses Solo zurückblickend getrost in einem Atemzug mit Coleman Hawkins’ berühmten Body and Soul oder Lester Youngs These Foolish Things nennen. Auch der Saxophonsatz steht in Cotton Tail einen Chorus später wieder wie eine Eins, und die ganze Band swingt wie auf Teufel komm ’raus.“
Wesentlichen Anteil habe daran auch der Bassist Jimmy Blanton, „dessen solides Baßfundament der Band wie dem Solisten den nötigen Halt und Druck gab.“
Websters Solo wurde damals vom Publikum als so „sensationell empfunden,“ dass dieses es in Konzerten „Note für Note immer wieder hören wollte.“

## Weitere Einspielungen

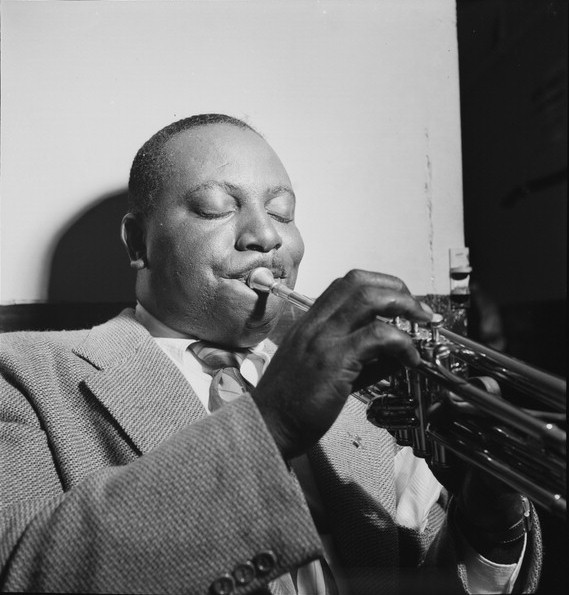
Cootie Williams.
Fotografie von William P. Gottlieb.

Im Januar 1943 spielte das Duke Ellington Orchestra das Stück bei ihrem Carnegie-Hall-Konzert. Im Februar 1956 kam es zu einer erneuten Aufnahme für Bethlehem Records. Von Ellington und Billy Strayhorn gibt es auch eine Version mit zwei Klavieren und Bass (Wendell Marshall) von 1950 für das kurzlebige Label Mercer, später erschienen auf dem Album Great Times. 1961 spielte Ellington es erneut bei seiner Session mit Louis Armstrong für Roulette Records. Weitere Versionen nahmen u. a. Buddy Featherstonhaugh, Wynton Marsalis/Illinois Jacquet, Marian McPartland, Wes Montgomery, Oscar Peterson, Rufus Reid, die RIAS Big Band Berlin, Clark Terry und Warren Vaché auf. Spätere Aufnahmen stammen von Wycliffe Gordon (2001), Harry Allen (2005), Martin Taylor und Howard Alden (2005). Zahlreiche Versionen vereinfachen das Thema, indem sie es „standardgerecht auf 32 Takte begradigen“, etwa die von Benny Carter (Further Definitions), James Newton oder Ray Brown/Ulf Wakenius. Herbie Hancock (im Quartett mit Wayne Shorter, 1995) vereinfacht das Stück mit einem neuen B-Teil, vermutlich weil er es „nur aus der Erinnerung kennt und die Bridge nicht genau kennt.“

## Gesungene Versionen
Jon Hendricks schrieb einen Text für seine Aufnahme im Trio mit Dave Lambert und Annie Ross für ihr Album LH&R Sing Ellington (1960). Dabei wird der Cotton Tail zum Schwanz eines schnellen Kaninchens, das sich beim Farmer seine Fraßrationen klaute (basierend auf einer Kindergeschichte von Beatrix Potter). Der Text beginnt mit:
„Way back in my childhood
I heard a story so true
’Bout a bunny stealing the food
From the garden he knew.“
In dieser Version sang Hendricks eine Vocalese des Webster-Solos. In den Liner Notes zu Everybody’s Boppin’ meinte Hendricks:
“With ‘Cottontail’ Duke and Ben Webster established the tenor saxophone as the must solo instrument in the jazz orchestra. Lyrically, I retell the fairy story we all heard as children, the story of Flopsie, Mopsie and ‘Cottontail’.”
Eher textlose Versionen wurden von Ella Fitzgerald und später von Dee Dee Bridgewater vorgestellt. In ihrer gesungenen Version des Stücks für ihr Album Ella Sings the Duke Ellington Songbook scattete Ella Fitzgerald um die Worte:
„Come on, wail, Wail, cotton tail, Benny Webster, come on and blow for me.“
Später scattete Dee Dee Bridgewater den Song in ihrem Tributalbum an Ella Fitzgerald (1997). Das von Slide Hampton stammende Arrangement dieser Aufnahme wurde 1998 als Bestes gesangsbegleitendes Instrumentalarrangement mit einem Grammy ausgezeichnet.